# King Kong Bundy
Pour les articles homonymes, voir Bundy.
Christopher Alan Pallies, né le 7 novembre 1957 à Atlantic City et mort le 4 mars 2019 à Glassboro (New Jersey), mieux connu sous le nom de ring de King Kong Bundy, est un catcheur américain.

## Jeunesse
Christopher Alan Pallies grandit à Sewell (en) dans le New Jersey et fait partie des équipes de football, baseball et de lutte de son lycée. Il est fan de catch notamment de Bruno Sammartino. Il se distingue en tant que lutteur en remportant le championnat régional dans la catégorie des poids lourd. Il étudie brièvement dans une université avant d'abandonner pour diriger un bar.

## Carrière

### Débuts
Christopher Alan Pallies s'entraîne auprès de Larry Sharpe avant qu'il ouvre son école, la Monster Factory (en). Il devient rapidement un jobber à la World Wrestling Federation sous le nom de Chris Canyon en 1981. Il part ensuite au Texas lutter à la World Class Championship Wrestling (en) sous le nom de Big Daddy Bundy. Il incarne un ouvrier travaillant sur les puits de pétrole reconverti en catcheur.

### World Wrestling Federation (1985-1995)
King Kong Bundy commence une rivalité avec Hulk Hogan en le blessant avec un body splash surpuissant ; Hulk tomba inconscient après cette prise. Il l'affronta de nouveau à Wrestlemania dans le premier cage match de l'histoire, match qu'il perdit après un powerslam et un leg drop. Bundy affronta ensuite l'Undertaker qui lui subtilisa son urne au Royal Rumble. À Wrestlemania, il perd contre l'Undertaker par un Flying Clothesline.

### Télévision
- Mariés, deux enfants[7] :
  - 1988 : Une Famille épouvantable (épisode 22 de la 2e saison) : oncle Irwin
  - 1995 : L'Abeille et la Bête (épisode 7 de la 10e saison) : lui-même.

## Palmarès
- World Class Championship Wrestling
  - 2 fois NWA American Heavyweight Champion
  - 2 fois NWA American Tag Team Champion avec Bill Irwin et Bugsy McGraw

- World Wrestling Federation
  - Slammy Award (1987) pour le Prix spécial de Bobby Heenan

- World Wide Wrestling Alliance
  - 1 fois WWWA Heavyweight Champion.